# Kerem Demirbay
Kerem Demirbay (ur. 3 lipca 1993 w Herten) – niemiecko-turecki piłkarz, występujący na pozycji pomocnika w tureckim klubie Galatasaray. Były dwukrotny reprezentant Niemiec. Młodzieżowy reprezentant Turcji. Wychowanek Borussii Dortmund.

## Życiorys

### Kariera klubowa
W czasach juniorskich trenował FC Schalke 04, Borussia Dortmund i SG Wattenscheid 09.
W sezonie 2012/2013 występował w rezerwach Borussii Dortmund. 1 lipca 2013 został piłkarzem klubu Hamburger SV. W rozgrywkach Bundesligi zadebiutował 19 kwietnia 2014 w przegranym 1:3 meczu z VfL Wolfsburg. Przed sezonem 2014/2015 został wypożyczony na rok do 1. FC Kaiserslautern. Sezon 2015/2016 spędził na wypożyczeniu w Fortunie Düsseldorf. 13 lipca 2016 za około 1,7 miliona euro został kupiony przez TSG 1899 Hoffenheim.

### Kariera reprezentacyjna
Reprezentował tureckie kadry do lat 19, 20 oraz do lat 21. W 2015 roku postanowił jednak reprezentować Niemcy. Został powołany do niemieckiej kadry do lat 21 na Mistrzostwa Europy U-21 2015, na których nie zagrał w żadnym spotkaniu.
W seniorskiej reprezentacji Niemiec zadebiutował 6 czerwca 2017 w towarzyskim meczu z Danią (1:1). W tym samym roku został powołany na rozgrywany w Rosji Puchar Konfederacji. Wraz z drużyną świętował triumf w tym turnieju.